# Anneli Jäätteenmäki
Anneli Jäätteenmäki (n. 11 februarie 1955, Lapua, Vaasa Province⁠(d), Finlanda) este un om politic finlandez, membru al Parlamentului European în perioada 2004-2009 din partea Finlandei. A fost prima femeie pe post de prim-ministru al Finlandei, împlinind această funcție timp de două luni în anul 2003.